# Brañosera
Brañosera est une commune espagnole de la province de Palencia, dans la communauté autonome de Castille-et-León.

## Géographie

### Situation
La commune s'étend sur 61,97 km2 au nord de la province de Palencia, à 118 km au nord-est de Palencia. Elle est située dans le parc naturel de Fuentes Carrionas y Fuente Cobre-Montaña Palentina.

### Relief
Brañosera est dominée par les contreforts de la sierra de Híjar et le massif de Valdecebollas.

### Localités
La commune comprend le chef-lieu homonyme ainsi que les quatre localités d'Orbó, Salcedillo, Valberzoso et Vallejo de Orbó.